# Ośrodek Szkolenia Poligonowego Wojsk Lądowych w Lipie
Poligon wojskowy w Lipie – część Ośrodka Szkolenia Poligonowego Wojsk Lądowych w Nowej Dębie, przeznaczony do ćwiczeń wojsk lądowych i powietrznodesantowych. Położony pomiędzy m. Lipa – od wschodu, Borów – od zachodu, Zaklików – od północy i Radomyśl – od południa.

## Historia
Poligon wojskowy, powstał po II wojnie światowej. W latach pięćdziesiątych XX w, w części lasów na północny zachód  od wsi Lipa, na obszarze około 8 tysięcy hektarów lasu. Zburzono, wieś Cesarska Brzóza, wycięto część lasu, zelektryfikowano teren, doprowadzono wodociąg, zbudowano kuchnię, kasyno, magazyny i inne obiekty poligonowe.
Poligon służył do ćwiczeń wojskom lądowym i powietrznodesantowym, prowadzono tu ostre strzelanie z dział i broni ręcznej. Wojsko prowadziło ćwiczenia do początku lat 90 ubiegłego wieku, gdy poligon został zamknięty. Teren poligonu w 2010 został przekazany lasom państwowym i przeznaczony do rekultywacji.

## Odbudowa
W 2017 wojsko przejęło ponownie tereny byłego poligonu wraz z przylegającymi nieużytkami, odtworzono lokalizację poligonu, pozwalającą na ćwiczenie, jak i testowanie wykorzystania różnych typów uzbrojenia, w tym artyleryjskiego. Poligon obecnie obejmuje powierzchnię ok. 10,5 tys. ha.
Ośrodek Szkolenia, jest złożony dwóch części: poligonu Lipa i oddalonego o 50 km  poligonu Nowa Dęba. Liczy łącznie ponad 28 tysięcy hektarów i jest drugim, po Drawsku Pomorskim, największym poligonem w Polsce. Żołnierze mają także do dyspozycji teren w miejscowości Radomyśl nad Sanem, gdzie mogą ćwiczyć forsowanie przeszkody wodnej.
W 2020, na szkolenie poligonowe do Lipy przybyło ponownie około 750 żołnierzy 6 BPD, z batalionów wojsk powietrznodesantowych z Krakowa, Bielska-Białej i Gliwic.
Na poligonie przeprowadzono też fragment ćwiczeń pod kryptonimem Borsuk-22. Głównym ćwiczącym  była 10 Brygada Kawalerii Pancernej ze Świętoszowa, wspomagana przez pododdziały wsparcia z 23 Śląskiego Pułku Artylerii z Bolesławca oraz 4 Zielonogórskiego Pułku Przeciwlotniczego z Czerwieńska. Oprócz nich, uczestniczyli też żołnierze 11 Dywizji Kawalerii Pancernej, żołnierze amerykańscy, i innych jednostek wojskowych podległych Dowódcy Generalnemu RSZ. Jednym z celów ćwiczenia było m.in. wykorzystanie po raz pierwszy leśnych dróg, łączących poligon w Żaganiu z poligonami w Nowej Dębie i Lipie. Kolumna pojazdów wojskowych miała do pokonała ponad 630 kilometrów
Na poligonie jednorazowo może się szkolić ok. tysiąc żołnierzy. Ma powstać kompletne zaplecze; noclegowe, parki sprzętu technicznego, myjnia dla pojazdów gąsienicowych, remiza wojskowej straży pożarnej, i kolejny pas taktyczny oraz strzelnica.
Obecnie jest prowadzona  modernizacja strzelnicy artyleryjskiej, budowa lądowiska i bazy dla ośmiu śmigłowców oraz infrastruktury do obsługi tych maszyn. Po odpowiednim przystosowaniu terenów, będzie możliwe także prowadzenie strzelań artyleryjskich na dystansie 38 km.

## Inne wykorzystanie
Na mocy umowy podpisanej, pomiędzy Wojskowym Instytutem Technicznym Uzbrojenia w Zielonce, mającym ośrodek Badań Dynamicznych Uzbrojenia w Stalowej Woli, a Lasami Państwowymi, przejęto w użytkowanie blisko 2800 hektarów lasu i nieużytków na terenie poligonu w miejscowości Lipa. Na terenie poligonu są też obecnie prowadzone badana uzbrojenia, produkcji głównie Huty Stalowa Wola.